# Ely
Ely，又稱E子，是台灣的女性Cosplayer。

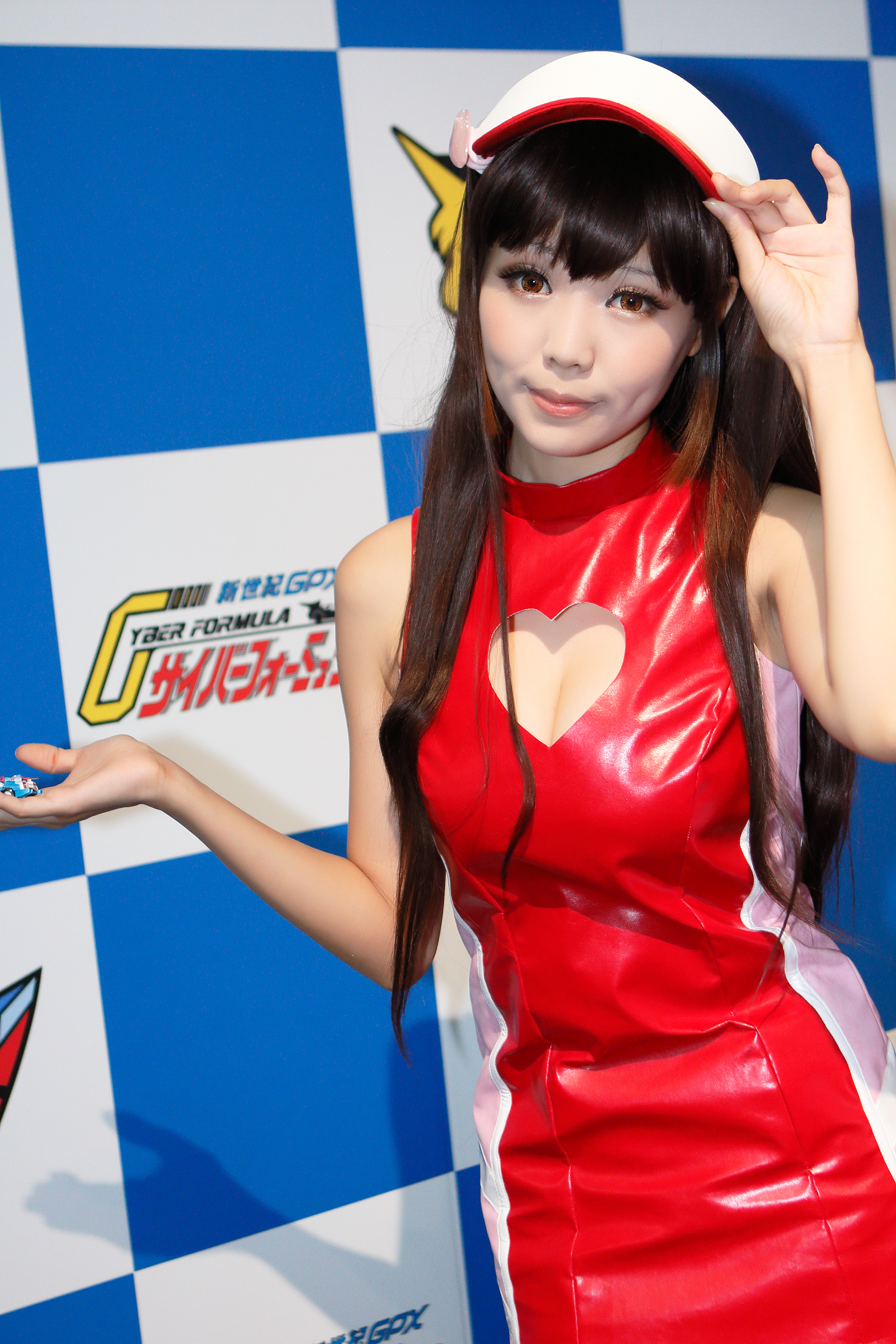
Ely cosplay《閃電霹靂車》菅生明日香

## 生平
Ely在小學三年級時受到喜歡《美少女戰士》的姊姊影響而開始繪製《美少女戰士》的同人圖，中學就讀美術班，中學二年級時加入同人社團當繪師，會在同人誌即賣會擺攤販售周邊商品，因為社團欠缺看板娘，問她是否有意願擔任，她便開始研究Cosplay，雖然因此投入Cosplay，但並沒有因此擔任社團看板娘，因為她認為自己的身材無法Cos成社團所要求的《通靈王》的角色道潤。Ely表示，自己已經不記得首次正式出角是哪個角色，可能是《飛輪少年》的亞紀人或是《BLEACH》的朽木露琪亞。
Ely正職為設計公司的設計助理，也兼職做日文翻譯。雖然自接觸Cosplay的十幾年之間因為學業和工作而屢次暫停，但後來仍找到與Cosplay的平衡。
在服裝製作方面，Ely除了查閱書籍，也會向手藝精巧的姊姊請教。她表示，自己製作過最難的角色是《Guilty Gear X2》的Dizzy，最喜歡的角色是《命運石之門》牧瀨紅莉栖和《涼宮春日系列》長門有希，這也是她認為的女朋友理想型。她還曾推出牧瀨紅莉栖的寫真組，也推出過原創角色的寫真書，並曾受邀至日本、泰國、馬來西亞、以色列等國參加Cosplay活動。
2015年6月，她將自己過往的作品掛軸海報上網競拍，最終以起標價三十倍以上的價碼售出。
在Ely Cos過的角色之中，受到較多關注的角色包括《刀劍神域》的朝田詩乃、《Guilty Gear X2》的I-No、超級索尼子、初音未來、《輝夜姬想讓人告白～天才們的戀愛頭腦戰～》的四宮輝夜、《紫羅蘭永恆花園》的薇爾莉特等。

## 活動經歷
2016年1月，安利美特台北總店首賣輕小說《忘卻偵探系列》的第一集《掟上今日子的備忘錄》，邀請Ely Cos成掟上今日子並擔任一日店長。
2018年，Ely受邀擔任Cure WorldCosplay發行的代幣「Cosplay Token」的大使。
2019年4月，日本影片分享網站Niconico動畫舉辦的Niconico超會議，台灣首次設立大型攤位，Ely受邀Cos成結合朱雀形象的官將首，與九天民俗技藝團一起發揚台灣傳統廟會文化。

## 外部連結
- Ely的Facebook專頁
- Ely的Instagram帳戶